# باشگاه فوتبال ترانسینوست
باشگاه فوتبال ترانسینوست (انگلیسی: FK TransINVEST) یک باشگاه فوتبال در شهرستان ویلنیوس، لیتوانی است.
این باشگاه در لیگ آ فوتبال لیتوانی، بالاترین سطح فوتبال لیتوانی، رقابت می‌کند.